# Resident Evil: Operation Raccoon City
Resident Evil: Operation Raccoon City, conosciuto in Giappone con il titolo Biohazard: Operation Raccoon City (バイオハザード オペレーション・ラクーンシティ?, Baiohazādo: Operēshon Rakūn Shiti), è un videogioco della serie come sparatutto in terza persona per PlayStation 3, Xbox 360 e Microsoft Windows. Il gioco è sviluppato da Slant Six Games e Capcom, ed è uscito il 23 marzo 2012 in Europa. La versione per Microsoft Windows è stata pubblicata il 18 maggio dello stesso anno.

## Trama
Il gioco si svolge nel 1998 durante gli eventi di Resident Evil 2 e Resident Evil 3: Nemesis. Il gioco è ambientato a Raccoon City, città in cui le persone si sono trasformate in zombi a causa della diffusione del virus T, arma biologica sviluppata dalla società farmaceutica Umbrella Corporation. I giocatori prenderanno il ruolo per la prima volta nella serie di un membro della Umbrella Security Service (USS). I 6 membri della USS avranno il compito di distruggere le prove delle attività illegali dell'Umbrella che hanno causato l'epidemia uccidendo gli eventuali superstiti; sulla loro strada tuttavia essi si troveranno a dover affrontare un'unità del Special Operations Command (SPEC OPS) che avrà invece il compito di trarre in salvo i superstiti e verificare se l'Umbrella Corporation c'entri qualcosa o meno con lo scoppio del virus. La storia si svolgerà fino al giorno della totale nuclearizzazione della città che causerà la morte di 250.000 civili.

## Campagna USS

Raccoon City,completamente annientata dall'epidemia causata dal virus-T

Il gioco inizia prima degli eventi di Resident Evil 2, il momento preciso è l'attacco ai danni di William Birkin per il recupero del G-Virus. La storia sarà all'incirca uguale a quella originale. La differenza sostanziale sta che il recupero del campione G-Virus sarà fatto da una squadra diversa da quella dello script originale; infatti guideremo la USS che si farà strada contro la SPEC OPS, squadra mandata dal governo degli Stati Uniti, con il compito di proteggere Birkin in quanto lo scienziato sta vendendo il G-Virus al Governo degli Stati Uniti. Da notare che Birkin a differenza di Resident Evil la prima sua vera mutazione (quella con la spranga di ferro) l'avrà immediatamente e non durante gli eventi di RE2.
L'incarico di recupero del G-Virus come accade nella storyline ufficiale fallisce e la colpa ricade interamente sul USS, a cui verrà ordinato di distruggere tutte le prove del coinvolgimento della Umbrella sulla diffusione del T-Virus a Raccoon City.
Il primo incontro con i protagonisti originali si ha con Nicholai Ginovaef il quale ci metterà i bastoni tra le ruote, in quanto noi saremo solamente un impiccio per i suoi scopi. Dopo uno scontro con il russo, ci verrà ordinato di riparare Nemesis, l'arma definitiva della Umbrella con l'unico scopo di uccidere i membri S.T.A.R.S. sopravvissuti, in quanto durante il suo risveglio è stato danneggiato e la società ha perso il controllo.
Dopo essersi infiltrati in uno dei laboratori Umbrella e preso i pezzi utili per la riparazione del Nemesis, si avrà a che fare con il Tyrant 103. Sopravvissuti al mostro, il nostro scopo sarà quello di indebolire Nemesis che sta lottando contro le SPEC OPS ed infine iniettargli un parassita che permetterà alla multinazionale di riprendere il controllo. Una volta riusciti nell'intento Nemesis andrà alla ricerca di Jill Valentine.
Dopo questa missione, la Umbrella ordinerà alla USS di distruggere tutte le prove della società in mano al capo della polizia di Raccoon City, dopodiché un elicottero li porterà via da quell'inferno. La missione si svolge senza intoppi, se non fosse per l'arrivo inaspettato di Leon S. Kennedy e di Claire Redfield. La Umbrella rimanda l'estrazione e ordina la morte dei due nuovi arrivati. La missione fallisce e sembra che la Umbrella voglia abbandonare i suoi soldati nella città. Il gruppo arriva a patti con la società e la nuova missione prevede la morte delle spie che vogliono mettere le mani sul Virus G nel laboratorio di Birkin, tra cui Ada Wong.
Qui gli eventi si svolgono esattamente come la storia Leon B di Resident Evil 2, compresa la finta morte di Ada. Successivamente la USS se la dovrà vedere con il T 103 senza limitatore di potenza. Il laboratorio viene distrutto e la colpa ricadrà nuovamente agli agenti dell'USS.
La fuga da Raccoon City sembra impossibile, e la Umbrella gli propone l'ultima chance di redimersi: se gli consegnano Sherry Birkin nelle cui vene scorre l'antivirus G saranno salvati, altrimenti sarebbero marciti in quella città.
Così gli agenti scelgono di raggiungere Leon, Sherry Birkin e Claire che si sono rifugiati in un cimitero dei treni protetti dalla SPEC OPS in attesa di estrazione dalla città.
Una volta raggiunti il giocatore avrà la possibilità di decidere la sorte di Leon, se ucciderlo in meno. In qualsiasi caso comunque il gruppo si spaccherà con chi vuole salvare Leon e usarlo nelle trattative contro la Umbrella e chi invece ucciderlo e di conseguenza consegnare Sherry alla multinazionale per dimostrare la propria fedeltà. Lo scontro a fuoco tra i fedeli ed i traditori è inevitabile.
Nel caso in cui si decida di far fuori Leon: I due membri sopravvissuti del USS uccideranno lui e successivamente anche Claire in quanto si rifiuterà di collaborare, consegnando Sherry alla Umbrella. Questo finale non è canonico alla linea temporale della serie, dove Leon, Claire e Sherry sopravvivono.
Nel caso in cui invece si decida di salvarlo: I due membri sopravvissuti del USS informano che se vogliono l'antivirus G devono salvarli ed aumentare la ricompensa sui loro servizi. Quando la Umbrella si rifiuterà, i due membri lasceranno in pace Leon, Claire e Sherry e giurano vendetta contro la Umbrella. Sia i due membri dell'USS, sia Leon, Claire e Sherry sopravvivono e si apprestano a fuggire da Raccoon City. Questo finale potrebbe risultare canonico alla linea temporale della serie.

## Campagna SPEC OPS
La Spec Ops arriva a Raccoon City con gli avvenimenti della USS già in corso (la campagna inizia dopo la quarta missione della USS). La loro missione è soccorrere i civili e incastrare la Umbrella. Il primo passo è raggiungere la stazione di Polizia di Raccoon. Qui incontrano Jill Valentine alle prese con Nemesis. Dopo aver aiutato l'agente S.T.A.R.S. a scappare dal mostro, la ragazza li indirizzerà al municipio per le prove che cercano. Il passaggio verrà ostruito nuovamente dal Nemesis, dopo una dura battaglia riescono a mettere K.O. il mostro temporaneamente.

## Personaggi giocabili
Campagna e Online
USS:
- "Lupo" Karena Lesproux, leader della squadra (doppiata da Stefania Patruno);
- "Vector" (vero nome sconosciuto), esperto in ricognizione (doppiato da Lorenzo Scattorin);
- "Beltway" Hector Hivers, esperto in demolizioni;
- "Bertha" Michaela Schneider, medico della squadra (doppiata da Anna Maria Tulli);
- "Spectre" Vladimir Bodrovski, cecchino (doppiato da Alberto Olivero);
- "Four Eyes" Christine Yamata, scienziata (doppiata da Dania Cericola);

Spec Ops:
- "Dee-Jay" Crispin Jettingham, leader della squadra;
- "Willow" Caroline Floyd, esperta in ricognizione;
- "Tweed" Marissa Ronson, esperta in demolizioni;
- "Harley" Erez Morris, medico della squadra;
- "Party Girl" Sienna Fowler, cecchina;
- "Shona" Lawrence Kimbala, scienziato;

Solo Modalità "Heroes"
- Jill Valentine (doppiata da Debora Magnaghi)
- Carlos Oliveira
- Claire Redfield (doppiata da Emanuela Pacotto)
- Leon Scott Kennedy (doppiato da Alessandro Rigotti)
- Hunk (doppiato da Ivo De Palma)
- Nicholai Ginovaef (doppiato da Stefano Albertini)
- Ada Wong (doppiata da Lorella De Luca)
- Lone Wolf

## Modalità di gioco
Nel gioco saranno presenti diverse modalità online oltre alla campagna, e saranno infatti presenti le modalità "Team attack", "Deathmatch" con maggior numero di uccisioni (in cui si potranno utilizzare uno dei 6 membri dell'USS o uno dei sei soldati della Spec Ops), "Biohazard" in cui si dovrà invece cercare di recuperare per primi il campione di Virus-G dai laboratori sotterranei dell'Umbrella e infine "Survivors", in cui i due team dovranno cercare di sopravvivere per un certo periodo di tempo contro le creature che infestano la città e contro la squadra avversaria nell'attesa dell'arrivo dei rispettivi elicotteri. Infine ci sarà una modalità chiamata "Heroes", ovvero una partita "Deathmatch" dove si potrà gareggiare usando 1 personaggio a scelta tra i quattro protagonisti degli episodi due e tre (Jill, Leon, Carlos, Claire) o uno dei tre antagonisti più 1 personaggio inedito (Hunk, Nicholai, Ada, Lone Wolf)

## Incongruenze
- In Resident Evil 2, La Spec Ops non aiuterà mai William Birkin e la Umbrella Security Service non gli darà mai la caccia. Solo la squadra di Hunk (che nel gioco non c'è) attaccherà lo scienziato e nessuno (escluso Hunk) sopravviverà.
- In Resident Evil 2, Leon non incontrerà mai gli uomini della Umbrella che vorranno ucciderlo, così come la possibile scelta della morte di Leon a campagna conclusa.
- In Resident Evil 3, Jill non incontrerà mai gli uomini della Spec Ops che la soccorreranno.

## Creature

### Zombi
I nemici standard del gioco. Gli zombi erano in origine gli abitanti umani di Raccoon City, in seguito infettati dal virus T dopo lo scoppio dell'epidemia in città. Il virus ha putrefatto e decomposto i loro corpi e ha degradato il loro intelletto fino a renderli bestie guidate dal solo desiderio di muoversi e nutrirsi di carne umana. Poiché il virus può trasmettersi tramite lo scambio di fluidi corporei, chiunque venga morso da uno zombi diviene automaticamente uno di essi (anche i cadaveri possono essere infettati e, di conseguenza, rianimarsi e divenire a loro volta zombi, estendendo così l'infezione anche a chi viene ucciso e sbranato da una qualsiasi creatura infetta). Sono molto lenti e goffi, ma non accusano il dolore e la fatica ed avanzano inesorabilmente. Attaccano il giocatore fisicamente e divengono una minaccia quando sono in gruppo. Se uno zombi viene ucciso ma il suo corpo viene lasciato integro, la creatura si rianima e si evolve in un Crimson Head.

### Zombi esplosivi
Variante dei normali zombi. Queste creature sono del tutto identiche ai normali zombi, tranne per il fatto che hanno delle cariche esplosive al C4 impiantato nel cranio, le quali portano all'esplosione dei mostri nei pressi del giocatore. Poiché la loro morte avviene a causa delle esplosioni (o è seguita da esse), questi zombi non possono evolversi in Crimson Head.
- Crimson Head (Resident Evil Rebirth)
- Licker (Resident Evil 2)
- Cerberus\Cani zombi (Resident Evil generale)
- Hunter
- Parassiti
- Zombi con parassita.

Boss:
- William Birkin Prima forma (Resident Evil 2)
- Mr X (Resident Evil 2)
- Mr X senza limitatore di potenza (Resident Evil 2)
- Nemesis (Resident Evil 3)

## Sviluppo
L'idea del gioco è nata durante lo sviluppo di Lost Planet 2. L'Official Xbox Magazine editato maggio 2011, pubblicato il 5 aprile, mostra l'immagine di un individuo con una maschera antigas con il logo dell'Umbrella sulla tuta. Il 1º novembre 2010 si sparge la voce che la casa canadese Slant Six Games, famosa soprattutto per la saga SOCOM, sta sviluppando un nuovo Resident Evil. Nello stesso periodo, sul sito ufficiale, Slant Six Games scrive che attualmente sta sviluppando "un nuovo sorprendente progetto", in collaborazione con un altro team.
Il gioco è annunciato ufficialmente il 23 marzo 2012. Gli sviluppatori della serie Resident Evil Outbreak sono stati chiamati per aiutare la casa produttrice Slant Six Games.
A marzo 2011, Masachika Kawata sviluppatore di Capcom rivela che il gioco è completo al 45%. Secondo Kawata, nel gioco saranno introdotte nuove B.O.W.
Capcom ha confermato che i personaggi classici (Leon, Claire, Jill e Carlos) saranno giocabili in una modalità extra del gioco, avviabile solo online e denominata "Heroes".
Esattamente come per Resident Evil: Revelations, anche in questo capitolo viene applicato il doppiaggio italiano.

## Accoglienza
| Pubblicazione | Voto   |
| ------------- | ------ |
| Golden4games  | 9/10   |
| Game Informer | 9/10   |
| BootHammer    | 7.5/10 |

- Eurogamer - 4
- Destructoid - 7.5
- Gameshark - B
- IGN - 4
- GameInformer - 6
- TSA - 6/10
- Play3.de (German) - 6
- Vandal Online (Spanish) - 7
- PushSquare - 5/10
- The Average Gamer - "Great"
- Digital Spy - 2/5
- ShopTo - 3/6
- VideoGamer - 4
- Entertainment Focus - 8
- Ve3tro - 5
- OPM - 7
- Multiplayer.it - 7,5
- God is a Geek – 7
- OPM – 7
- Strategy Informer – 3/10
- Vox Games – 3/10
- GamesRadar – 3/10
- OXM – 7
- IncGamers – 6
- 3DJuegos (Spanish) – 6.3
- Xbox360achievements – 58/100
- CVG – 6.3
- MediaKick – C-
- Spaziogames 6.5

## Premi
- Il gioco ha vinto il premio "Yahoo Best Multiplayer" al E3 2011 ed è arrivato secondo come miglior gioco d'azione.[17]

## DLC
- È già stato comunicato che verranno distribuiti prossimamente 2 DLC di cui uno per l'edizione limitata del gioco, che conterrà alcune nuove armi, ed altri 3 (tra cui uno gratis) che aggiungerà altre 6 nuove missioni che andranno ad aggiungersi alle 7 della campagna principale.

- Il 6 marzo è stato annunciato un DLC esclusivo per Xbox 360 in cui ci sarà una modalità online in cui sarà possibile usare Nemesis.

## Vendite
Capcom si aspetta che il gioco venda 2,5 milioni di copie. Il gioco ha debuttato con 381 000 copie negli Stati Uniti mentre nel Regno Unito ha avuto oltre il 60% di vendite. In Italia, nella prima settimana di aprile 2012, le versioni XBOX360 e PS3 del gioco sono state le più vendute, superando senza sosta le rivali Mass Effect 3 e Fifa Street.
Il videogioco ha venduto 2.700.000 di copie, non conteggiando la versione per Microsoft Windows.